# Zastava Crne Gore
Zastava Crne Gore službeno je prihvaćena 12. srpnja 2004. godine. Zastava je crvene boje sa zlatnim okvirom i grbom Crne Gore u sredini.

## Vanjske poveznice
- Stranica Roberta Breschija o crnogorskim zastavama
- Flags of the World